# Parakari
Parakari is een geslacht van haften (Ephemeroptera) uit de familie Baetidae.

## Soorten
Het geslacht Parakari omvat de volgende soorten:
- Parakari auyanensis
- Parakari churiensis